# Steinsfeld
Steinsfeld è un comune tedesco di 1 274 abitanti, situato nel land della Baviera.